# ستانلي سوتون
ستانلي سوتون (بالإنجليزية: Stanley Sutton)‏ هو مدير فني أمريكي، ولد في 9 أغسطس 1895 في ويلميت في الولايات المتحدة، وتوفي في أكتوبر 1967 في نيوتاون باكز مقاطعة في الولايات المتحدة.